# Ritratto retrospettivo di Federico II Gonzaga, I Duca di Mantova
Ritratto retrospettivo di Federico II Gonzaga, I Duca di Mantova è un dipinto ad olio su tela (101x88 cm) di Domenico Fetti, databile al 1620 circa e conservato nel Kunsthistorisches Museum di Vienna, in Austria. La tela faceva parte delle Collezioni Gonzaga di Palazzo Ducale a Mantova.